# Ladan-Kara
Ladan-Kara (kirgisisch Ладан-Кара Ladan-Kara, russisch Лавдан-Кара Lawdan-Kara, auch Kairagatsch Кайрагач) ist ein Dorf in der Landgemeinde Yrys in Kirgisistan mit 9.472 Einwohnern (Stand 2022).

## Geographie
Administrativ befindet sich Ladan-Kara in der Landgemeinde Yrys mit Sitz in Kümüsch-Asis des Rajon Susak. Geographisch liegt das Dorf etwa 5 Kilometer östlich der Stadtgrenze von Dschalal-Abad entfernt. Zwischen dem Dorf und Kümüsch-Asis verläuft die M41.

## Bevölkerung
| Jahr | Einwohner |
| ---- | --------- |
| 2009 | 6348      |
| 2021 | 8886      |
| 2022 | 9472      |